# David Eto'o
David Pierre Eto'o Fils, (Yaoundé, 13 de juny de 1987) és un futbolista camerunès. Actualment juga de davanter al Reus Deportiu, a la Tercera Divisió.

## Trajectòria
Va formar-se com a futbolista al Kadji Sports Academy, a Camerun, abans de fitxar pel RCD Mallorca amb setze anys. Al conjunt balear no va arribar a debutar, sent cedit al Ciudad de Murcia i al Yverdon-Sport FC. Des del 2005 ha jugat a equips com el Sedan, el FC Champagne Sports, el FC Meyrin, la SD Ponferradina, el US Créteil-Lusitanos, l'ucraïnès FC Metalurh Donetsk, i els conjunts grecs de l'Aris de Salònica i l'AO Ilisiakos, fins que l'agost de 2008 va signar pel CF Reus Deportiu on juga actualment.

## Vida personal
És el germà petit de Samuel Eto'o, també futbolista, i el germà gran d'Etienne, actualment al RCD Mallorca.